# 알렉산드로스 (동로마 제국)
알렉산드로스(그리스어: Αλέξανδρος Γ' του Βυζαντίου, 871년 - 913년 6월 6일)은 912년 5월부터 913년 6월 6일까지 13개월간 동로마 제국의 황제였다. 바실리오스 1세와 에우도키아 잉게리나의 아들로 바실리오스의 셋째 아들이었지만 미하일 3세의 아들일 수도 있다는 의심을 받는다.
886년 아버지가 죽자 형인 레온 6세와 함께 공동황제에 올랐으나 방탕하고 무능력하여 형이 살아 있는 동안에는 전혀 국정에 관여하지 않았다. 그는 평소 마음에 안들면 폭력부터 행사하는 어리석고 광기로 가득찬 성품에다가 온갖 신성모독을 일삼았고 기독교를 부정하였으며 당시 금기였던 미신까지 숭배하였고 건강이 매우 좋지 않았다. 그는 오래전부터 형 레오와 사이가 좋지 않았는데 903년에는 형의 암살음모에 가담하여 공동황제의 직위에서 폐위되기도 했다. 912년 형이 죽자 황제에 오른 알렉산드로스는 형의 모든 정책을 취소하고 형수인 황후 조이 카르보노프시나를 쫓아내고 황후의 삼촌이자 제국의 뛰어난 장군인 히메리우스도 파면하여 감옥에 가두어서 옥사시켰다.
한편 불가리아의 시메온 1세의 조약 갱신을 뒤엎고 불가리아 사절을 좇아버리는 바람에 시메온과 전쟁이 일어났으며 형 레오에 의해 퇴위된 콘스탄티노폴리스 총대주교 니콜라스 1세를 다시 불러들였다. 수도로 돌아온 총대주교는 복수심에 불타 자신에 반대했던 에우티미오스파와 교황 세르지오 3세를 딥디크(성찬식에서 거명되는 명단)에서 삭제해 버려서 다시 제국의 기독교 종단에는 갈등이 일어났다.
알렉산드로스는 913년 6월 갑자기 쓰러져 죽었는데 일설에는 폴로 경기 중 쓰러졌다고 하며 일설에는 성 불능을 치료하고자 경기장의 조각상에서 해괴한 의식을 치르고 난 뒤에 쓰러졌다고 한다. 그는 죽기 전에 조카 콘스탄티노스 포르피로게니토스를 후계자로 임명하고 죽었다.
| 전임 레온 6세 (886- 912) | 동로마 제국의 황제 912년 5월 11일 - 913년 6월 6일 | 후임 콘스탄티노스 7세 (913 - 959) |

## 같이 보기
- 동로마 황제